# 公明山
萊姆山（新佤文：Lōi Mū），漢名公明山（新佤文：mgōng Mouig Nū），位於緬甸佤邦勐冒縣公明山区，主峰高2489米。公明山位於佤族分佈地，附近廣大區域習稱阿佤山區，意為阿佤人（佤族）的山。中英議界將公明山劃歸緬甸，從英屬印度開始，作為罌粟產地，現改產茶。